# Laura Schott
Laura Schott (Portland, Oregon, 1981. április 4. –) amerikai labdarúgócsatár és labdarúgóedző.

## Tanulmányai
Wilsonville-ben nőtt fel. Politikatudomány és tömegkommunikáció szakos alapdiplomáját 2004-ben szerezte a UC Berkeley-n.

## Pályafutása

### Játékosként
Középiskolásként a Jesuit Crusaders csapatában 116 gólt rúgott és négy állami bajnokságot nyert. Kétszer kapta meg az All-America elismerést, a Nemzeti Labdarúgó-edzők Szövetsége pedig kétszer az év játékosának választotta. Az FC Portland játékosaként hét állami bajnokságot nyert, és atlétikában is versenyzett. 1999 és 2002 között a California Golden Bears játékosa volt; 1999-ben, 2000-ben és 2001-ben elnyerte az All-America elismerést, a Soccer America 2000-ben pedig az év legértékesebb játékosának választotta. 2001-ben jelölték a Hermann-trófeára. Ő vezeti a csapat rúgott góljainak ranglistáját.
Az USA U18-as és U21-es válogatottjaiban is játszott; utóbbi 2001-ben elnyerte az Északi kupát. 2001. március 7-én az Olaszország elleni barátságos mérkőzésen játszott. Egyetlen nemzetközi gólját a Norvégia elleni, március 17-ei mérkőzésen rúgta.
A 2003-as WUSA-draftban a Washington Freedom kiválasztotta, 2004-ben pedig a California Storm játékosa volt.
2012-ben középiskolája, 2015-ben a California Golden Bears, 2017-ben pedig a UC Berkeley dicsőségcsarnokának tagja lett.

### Edzőként
Később a Tualatin Hills United labdarúgóklub igazgatóhelyettese, valamint az oregoni olimpiai felkészítőprogram edzője, 2010-ben pedig az Eastside United labdarúgóklub edzője lett. 2005 és 2008 között a Portland State Vikings helyettese, 2008 és 2017 között pedig vezetőedzője volt; 2009-ben és 2013-ban a Big Sky Conference az év edzőjének választotta.
2017 és 2020 között a Portland Thorns FC oktatási igazgatója volt, 2020-ban pedig a George Fox Bruins labdarúgóedzőjének nevezték ki.

## Nemzetközi gólok
| Dátum             | Esemény              | Helyszín              | Ellenfél | Pont | Eredmény |
| ----------------- | -------------------- | --------------------- | -------- | ---- | -------- |
| 2001. március 17. | 2001-es Algarve-kupa | Portugália, Quarteira | Norvégia | 2–1  | 3–4      |

## Fordítás
- Ez a szócikk részben vagy egészben  a   Laura Schott című angol Wikipédia-szócikk ezen változatának fordításán alapul.  Az eredeti cikk szerkesztőit annak laptörténete sorolja fel. Ez a jelzés csupán a megfogalmazás eredetét és a szerzői jogokat jelzi, nem szolgál a cikkben szereplő információk forrásmegjelöléseként.